# آرماندو فریگو
آرماندو فریگو (انگلیسی: Armando Frigo; ۵ اوت ۱۹۱۷ – ۱۰ سپتامبر ۱۹۴۳) بازیکن فوتبال اهل ایالات متحده آمریکا بود.
از باشگاه‌هایی که در آن بازی کرده‌است می‌توان به باشگاه فوتبال اسپتزیا، باشگاه فوتبال فیورنتینا، و باشگاه فوتبال ویچنزا اشاره کرد.